# Ла-Пальма

Топографічна мапа острова

Ла-Пальма (ісп. La Palma) — п'ятий за розмірами острів на заході архіпелагу Канарські острови (площа 708 км²), відноситься до провінції Санта-Крус-де-Тенерифе. Цей острів прочани називали Ісла Боніта — «Красивий острів», або Ісла Верде — «Зелений острів». Ці назви вказують на надзвичайну красу і пишну рослинність. Буйні зарості папороті і лаврові ліси в поєднанні з садами місцевих жителів, найкращими на архіпелазі, дозволяють цьому острову вважатися найзеленішим. Острів Ла-Пальма схожий контурами на кам'яну сокиру. Найвища точка острова — гора Роке-де-лос-Мучачос заввишки 2 423 м над рівнем моря, на якій розташована астрофізична обсерваторія. Як і весь архіпелаг, острів вулканічного походження, що не вщух остаточно. Останнє виверження відбулося в 1971 році на півдні острова. Чорні лавові поля і червонувато-коричневі вулканічні скелі контрастують з буйною рослинністю решти частини острова. Існують різні прогнози щодо часу наступного виверження.

## Геологія та рельєф

### Вулканізм
Архіпелаг Канарські острови включає сім діючих вулканів, походження яких пов'язане з активністю мантійного плюму. Вулканічна діяльність є досить активною.
19 вересня 2021 року, на острові Ла-Пальма вперше за 40 років відбулося виверження вулкану Кумбре-В'єха, яке відбулося після тижня сейсмічної активності. Виверження тривало тривало 85 діб, під час якого було зруйновано понад 1,6 тисячі будівель, переважно житлових будинків. Лава покрила площу 1219 гектарів. З району стихійного лиха евакуювали близько 7 тисяч жителів.
Вчені попереджають, що в майбутньому на людство чекає чимале випробування, а саме масштабне виверження вулкана на острові Ла-Пальма. Його наслідки будуть надзвичайно смертоносними й руйнівними: пробудження вулкана може стерти з лиця землі мільйони людей в Європі, а також створить величезні хвилі, які рушать через Атлантику. Як стверджують вчені з Університетського коледжу Лондона (UCL), виверження несе в собі не тільки ризик потоків лави й попелу, не менш небезпечними також є зсуви ґрунту. Крім того, внаслідок майбутнього виверження, яке неодмінно станеться, тиск газу може збільшитися — це розкриє острів уздовж лінії розлому, що перетинає Ла-Пальму. Попередні дослідження свідчать також про те, що лінія розлому на острові простягається щонайменше на 14,4 кілометра. Відповідно зсув ґрунту рухатиметься зі швидкістю близько 350 кілометрів на годину — простими словами, він мчатиме схилом вулкана і розпадатиметься на дрібніші частини в океані.

## Клімат
Буйна рослинність Ла-Пальми великою мірою пояснюється найбільшою кількістю опадів на Канарах. Весною і восени сонце приховано хмарами в середньому 63 дні, і рослини одержують оптимальні умови для зростання.

## Природа

### Національний парк Ла-Кальдера-де-Табур'єнте

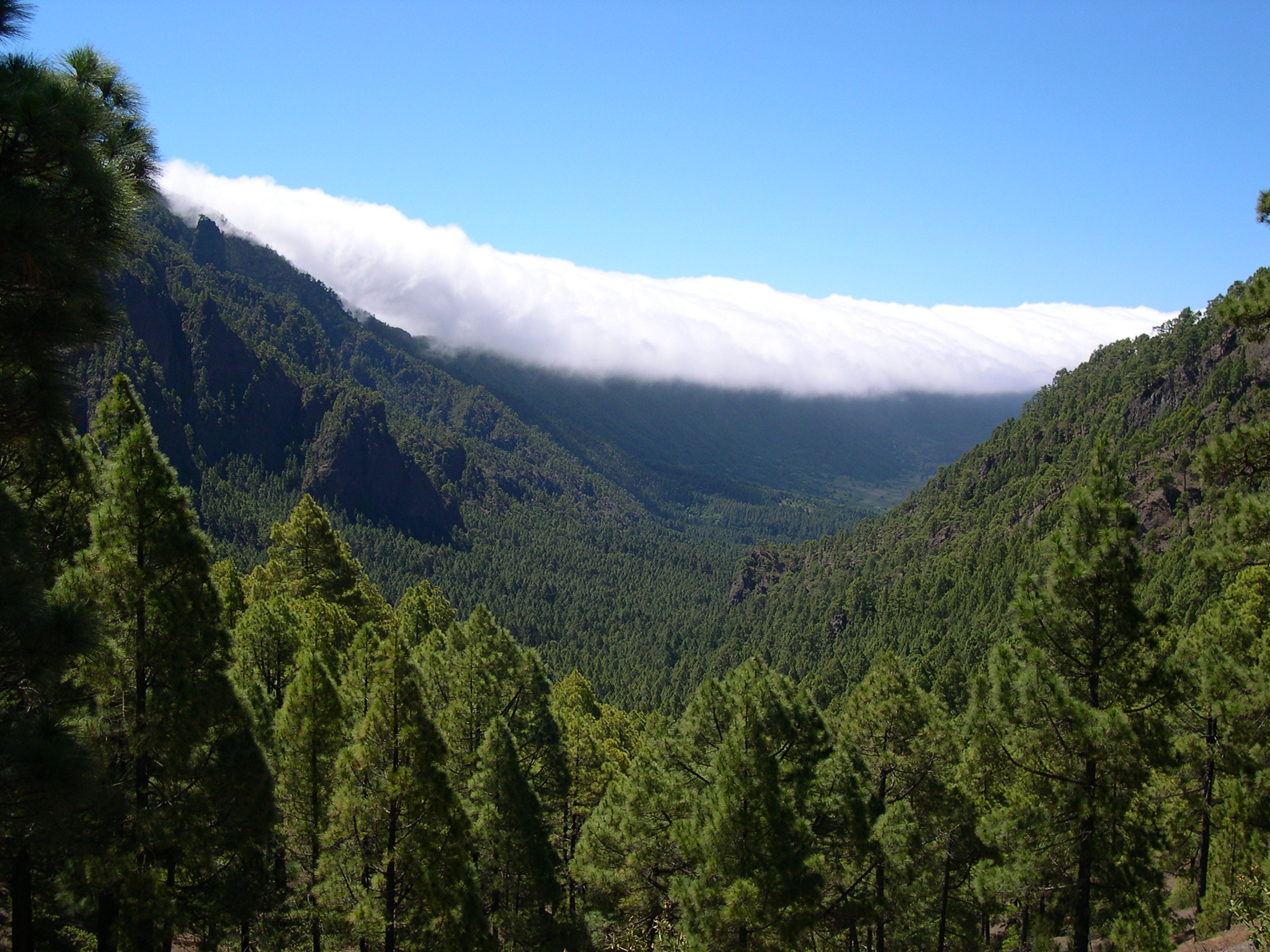
Національний парк

Ла-Кальдера-де-Табур'єнте, гігантський кратер діаметром 8 км і глибиною до 2 км, утворений декількома могутніми виверженнями вулкана. Він став природною фортецею і притулком для останніх бенахоарес під час іспанського вторгнення XV столітті. Кратер, що став четвертим Національним Парком Іспанії, був відкритий в 1954, має багато пішохідних маршрутів. Він складається з масивної вулканічної скелі, близько 10 км в діаметрі, та «Ущелини жаху», що лежить на південному заході. Стіни ущелини в деяких місцях сягають 2 000 м, а на його схилах ростуть канарські сосни. Парк охоплює 4 690 га. Обвалів тут практично не буває. Хоча «кальдерас» є вулканічними кратерами, Кальдера-де-Табур'єнте — результат процесів ерозії, що відбулася декілька мільйонів років тому. До Парку можна з легкістю добратися на машині або автобусі з Санта-Крус-де-ла-Пальма.
Пишна рослинність, багато видів якої ендемічна для цього регіону, поєднується з голими верхів'ями гір. Парк часто оповитий легким серпанком туману, що полонить любителів природи. Уздовж крутої гірської дороги навкруг піку Мучачос встановлено 6 башт із телескопами.
Піко-де-ла-Крус — одна з найвищих вершин парку. Стежка до піку Мучачос відкриває краєвид на приголомшливу крутизну стін кратера.
У кінці вересня 2021 року вулканічна активність на острові активізувалася.

### Лос-Тілос

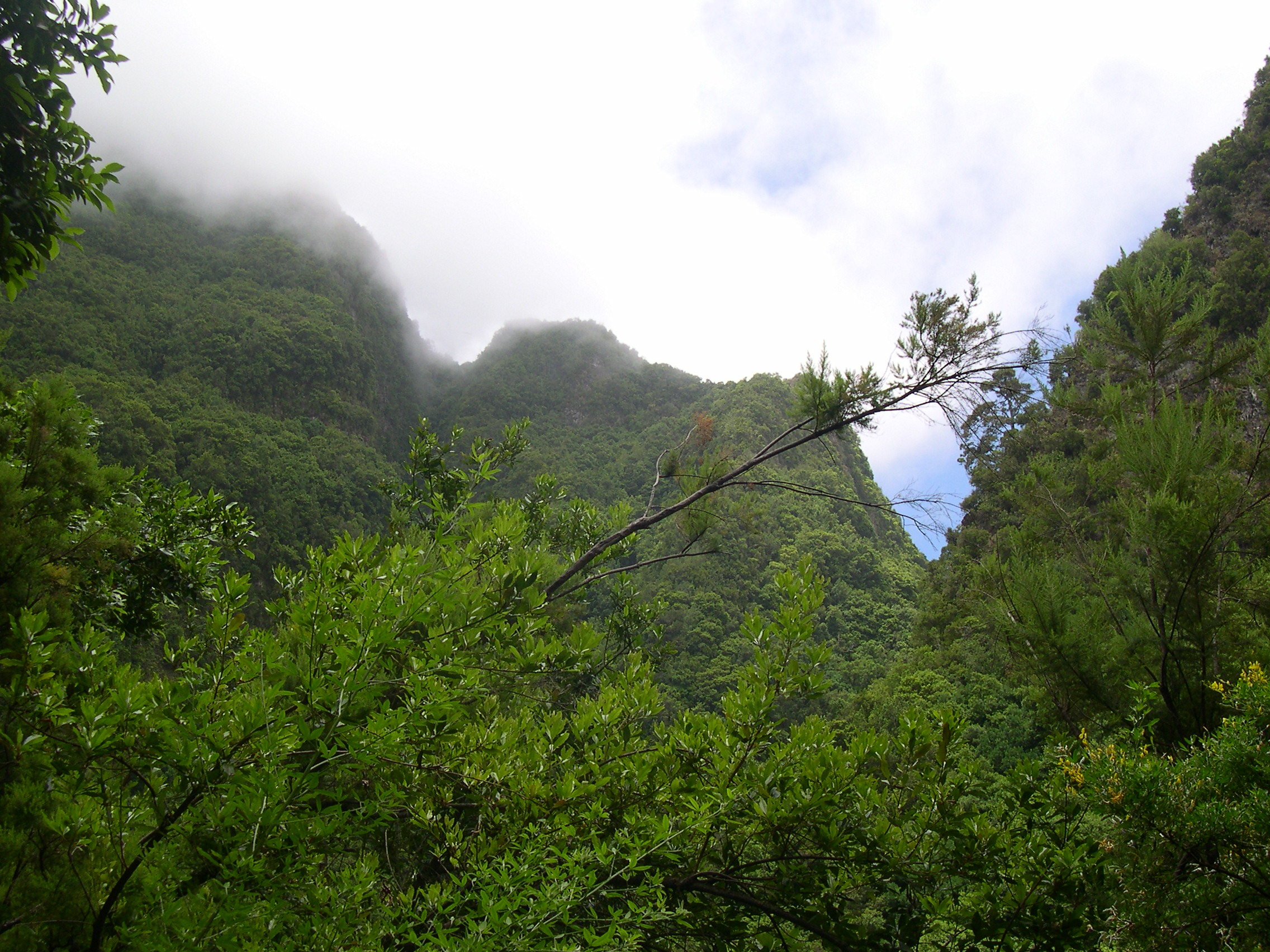
Лос-Тілос

У глибокій ущелині Барранко-дель-Агуа, потопаючій в тумані, — вічнозелений тропічний ліс, найбільше на острові місце стародавнього лаврового лісу Laurisilva, а також лип, мирта і папороті. У 1983 році Лос-Тілос був проголошений ЮНЕСКО Біосферним заповідником. На площі 5 км² існує кілька пішохідних маршрутів, де можна помилуватися мальовничими водоспадами.

### Рута-де-лос-Вулканес
Піший перехід вздовж гірського ланцюга Кумбре-В'єха з Рефухіо-дель-Пілар (1 450 м) до Фуентекальєнте. Стежка проходить мимо вражаючих геологічних утворень і мальовничих видів на східний і західний береги острова.

## Історія
Дивись також Давні канарці.

### Петрогліфи
В археологічному районі Ла-Сарса можна побачити свідоцтва існування бенахоарес — стародавніх мешканців Ла-Пальма. Вони залишили петрогліфи, висічені на скелях в декількох місцях північної частини острова, включаючи Долю Фаро, Дон Педро і Хуан Адалід. Ці малюнки складаються головним чином із спіралей, кіл і лінійних фігур, значення їх залишається невідомим. В Інформаційному центрі є музей, присвячений побуту бенахоарес. Експозиція доповнена 20-хвилинним відеофільмом. Коли в 1941 році тут були знайдені петрогліфи, вони відразу стали сенсацією в археології. Стародавні мешканці острова також залишили два зображення в стилі ацтеків: чоловіка і абстрактну фігуру жінки з головою комахи. В печері Де Бельмако існують написи епохи гуанчі.

## Населені пункти

### Санта-Крус-де-Ла-Пальма
Адміністративний центр острова Санта-Крус-де-Ла-Пальма (ісп. Santa Cruz de la Palma) розташований у бухти, яку гуанчі називали Тімібукар. Здавна місто грало значну роль в економічному і політичному житті Іспанії. В XVI столітті це був третій по значущості порт у всій іспанської імперії, після Севільї і Антверпена, а також найкращий кораблебудівний центр на Канарах. Багатства міста привертали піратів: кілька разів вони грабували його, особливо жорстокий набіг відбувся в 1553 році під командою Жана-Поля де Біланкура, що прозивався «Дерев'яна нога». Проте місту завжди вдавалося відбудовуватись, і сьогодні він — столиця острова.
Санта-Крус — маленьке містечко визначні пам'ятки якого розташовані в межах декількох кварталів від набережної Авеніда Марітіма. Серцем старого міста і найкрасивішою його частиною є Площа Іспанії і вулиця Далі. На вулиці Далі знаходиться Палац Салазара XVII століття, де зараз розташовується туристичний центр. На піднесенні за Площею Конституції знаходиться Церква Святого Світла XVI століття, одна з декількох маленьких церков міста. Декілька красивих старих будинків з балконами розташовано на набережній, в серці старого міста знаходиться аюнтам'єнто (ратуша) XVI століття. Стелі холу оброблені чайним деревом, також як і розташована неподалеку церква де Сан Себастьяно, що датується тим же періодом. В Будинку Тютюну музей сигар. Центр розвивався протягом невеликого відрізка часу і тому вельми гармонійний.

### Лос-Льянос-де-Арідане
Лос-Льянос-де-Арідане(ісп. Los Llanos de Aridane)найбільше місто Ла-Пальми (20 тис. мешканців) сучасне і діловите, за винятком площі Пласа-де-Еспанья. На одному боці площі знаходиться будівля мерії, навпроти — Іглесія-де-Нуестра-Сеньйора-де-лос-Ремедіос — біла церква XVI століття побудована в канарському колоніальному стилі. Барочний вівтар прикрашений статуєю святого покровителя роботи голландського майстра XVI століття. Парк Параїсо-де-лас-Авес — поєднання ботанічного саду і маленького зоопарку, притулок екзотичних птахів з багатьох куточків землі.

### Лас-Ньєвес
Село, що лежить серед зелених пагорбів над Санта-Крус-де-Ла-Пальма, — центр паломництва і найважливіша святиня на острові. Церква збудована в 1657 році на місці каплиці. Історичний комплекс, що включає Будівлю прочанина XVII століття, Приходський будинок початку XVIII століття і декілька будівель, які свого часу належали членам місцевої аристократії. Церква — типовий зразок колоніальної канарської архітектури з дерев'яним балконом на фасаді, побіленими стінами і чарівним зведенням в стилі «мудехар», виконаним з канарської сосни. Центральне місце на позолоченому бароковому вівтарі займає 82-см теракотова статуя XIV століття Снігової Мадонни, святої покровительки острова, зробленої у Фландрії і встановленої на срібний мексиканський постамент. Це зображення пов'язано з дивною появою Мадонни під час серпневої завірюхи, що одного разу звалилась на Рим. Стіни прикрашені рядом полотен, принесених в дарунок.

### Сан-Андрес
В центрі цього прибережного селища розташована одна з найстаріших церков на Канарських островах — Іглесія-де-Сан-Андрес-Апостол (XV — XVII сторіч). Інтер'єр цікавий головним вівтарем і ретаблем (вівтарною ґраткою) у стилі бароко і зведенням в стилі «мудехар». На стінах картини.

### Лос-Саусес
У Лос-Саусес велика церква Іглесія-Нуестра-Сеньйора-де-Монсеррат — найбільша церква на острові, збудована в 1515 році. Її нинішній неороманський стиль — результат реконструкції 1960 року. В церкві зберігається зображення Мадонни пензля нідерландського майстра Пітера Поубруса.

### Барловенто
Барловенто цікавий вівтарем 1767 року в Іглесія-де-Нуестра-Сеньйора і декількома іспанськими статуями XVI і XVIII століть, а також фієстою, що проводиться тут раз на два роки в серпні, коли місцеві жителі відтворюють криваві сцени битви при Лепанто (1571). За 6 км на північний схід знаходиться Піськінас де Фахана з гірським озером, заповненим прохолодною водою. Розташований поряд маяк Пунта Кумпліда працює безперервно з 1860 року.

### Тасакорте
Це маленьке містечко, оточене банановими плантаціями. В 1492 році Алонсо Фернандес де Луго почав захоплення острова з Тасакорте. Сьогодні в його контурах домінує церква XVI століття Іглесія-де-Сан-Мігель-Архангел (закінчена в 1992 році) з віконними вітражами.

### Пуерто-Наос
Невеликий курорт Пуерто-Наос. Головна привабливість для туристів 330 сонячних годин щорічно. Пляж з чорним піском, найдовший на острові. 4-рі зірковий готель «Ла-Пальма», відкритий в 1990 році.

### Фуентекальєнте-де-Ла-Пальма
Назва цього місця походить від слів ісп. fuente caliente — «гаряче джерело». Проте джерело давно вже був знищено чередою вулканічних вивержень. Маленьке містечко, розташоване серед виноградників. Заснований в 1948 році виноробний завод, найстаріший на острові. Церква Сан-Антоніо-Абад 1730 року заснування. Пунта Фуентекальєнте, найпівденніша точка Ла-Пальми з маяком і заводом по опрісненню води.

### Масо
Масо відомий своїми сигарами ручного виготовлення (ісп. puros), плетеними корзинами і мереживами, виготовленими в Школі острівних ремесел. В Кераміко Моліно роблять копії чорних амфор гуанчей.

## Економіка
Населення острова зайнято, головним чином, сільським господарством. Достатні запаси води гарантують добрі врожаї винограду, авокадо, бананів і тютюну. Останній використовується для виробництва сигар, які, за висновком експертів, дорівнюють по якості кубинським. Ла-Пальма відомий також виробництвом меду; в той же час, як і на інших островах, риболовецький промисел грає важливу роль в місцевій економіці. Масовий туризм не став ще характерною рисою життя острова в основному через нестачу зручних пляжів уздовж скелястої берегової лінії острова. Проте на західному і східному узбережжі вже існують гарні туристичні центри.

## Транспорт

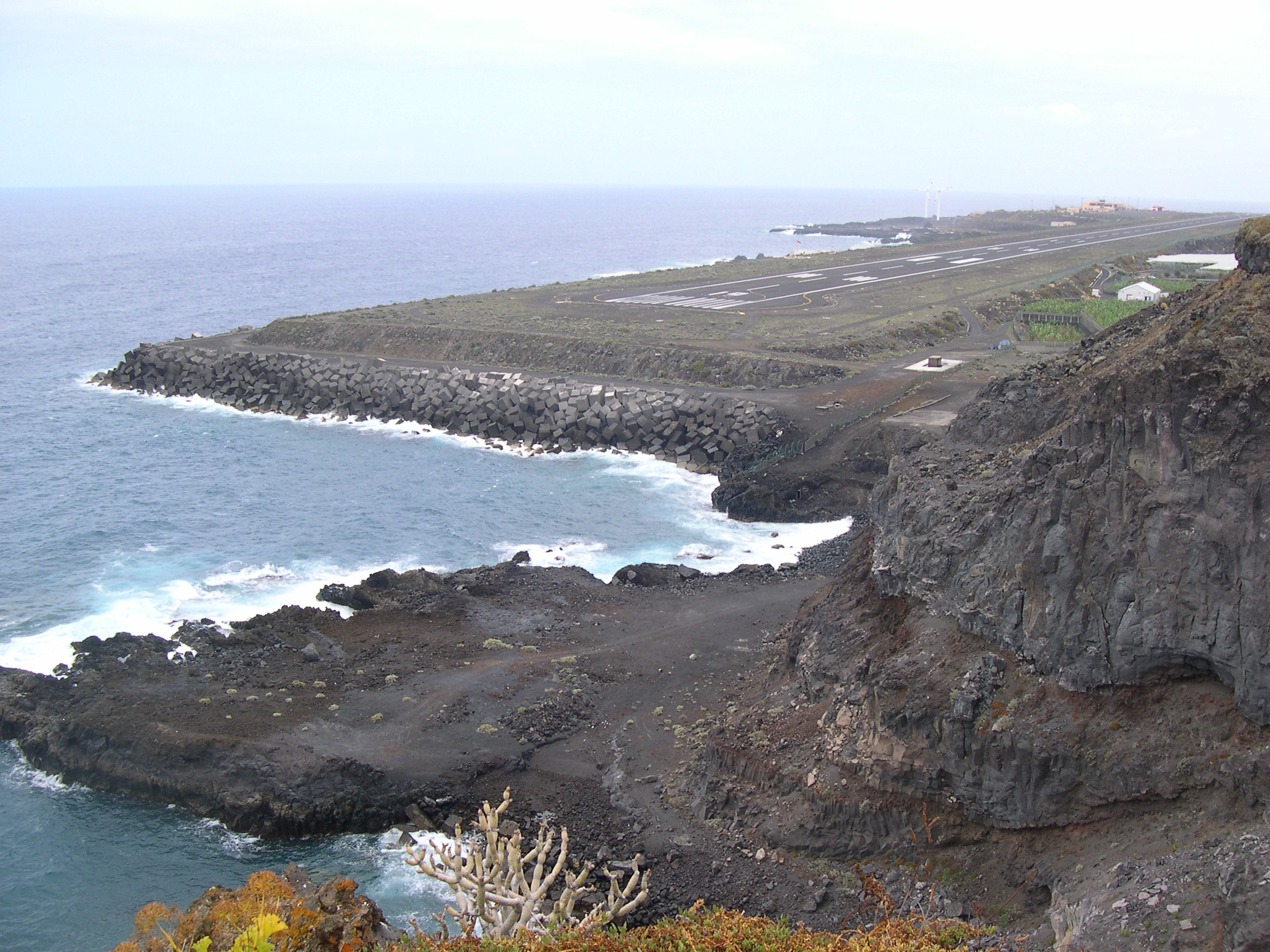
Аеропорт острова

Ла-Пальма має повітряне сполучення з Тенерифе, Гран-Канарія, а також з деякими містами материкової Іспанії. Існують і чартерні рейси в декілька західноєвропейських аеропортів. Літаки приземлюються в аеропорту на східному узбережжі, зв'язаному автомобільним шосе (8км) з Санта-Крус-де-Ла-Пальма. Поромне поєднання з Тенерифе і Ла-Гомера здійснюється через порт. Більшість населених пунктів острова має автобусний транспорт.

## Міжнародна астрофізична обсерваторія

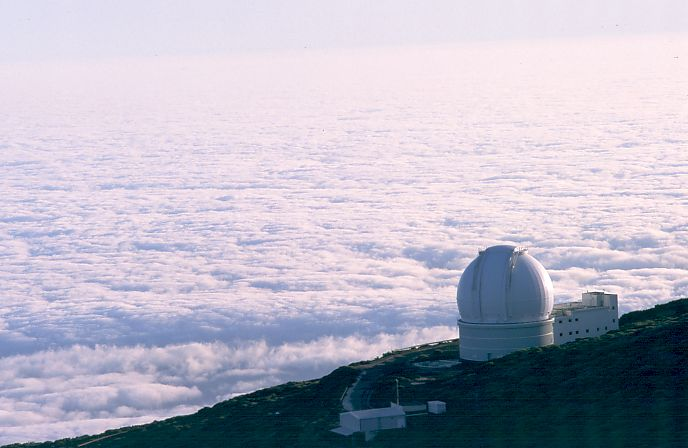
Телескоп ім. Вільяма Гершеля

Ясна погода Канарських островів створює сприятливі умови для космічних спостережень. В 1985 році неподалік від Роке-де-лос-Мучачос у присутності короля Хуана Карлоса була відкрита Міжнародна астрофізична обсерваторія. Північна частина астрономічної обсерваторії SuperWASP. Шість телескопів, включаючи найбільший англо-голландский, названий на честь Вільяма Гершеля (420 см в діаметрі), використовуються для нічних спостережень. Тому з 20 години вечора до 9 години ранку в парку обходяться без світла. Раз на рік на острові вимикають всі джерела світла, щоб провести експерименти.
24 липня 2009 на острові Ла-Пальма відбулася церемонія введення в лад найпотужнішого телескопа у світі. Він має дзеркало діаметром 10,4 м і найновішу технологією спостереження за космічними тілами. Телескоп розташований на висоті понад 2 тис. м і входить до складу обсерваторії «Роке-де-лос-Мучачос». На спорудження телескопа було витрачено €104 млн, 90 % з яких внесла Іспанія, а ще 10 % залишилися Мексиці й США.